# Ishania minuta
Ishania minuta är en spindelart som beskrevs av Rudy Jocqué och Léon Baert 2002. Ishania minuta ingår i släktet Ishania och familjen Zodariidae.
Artens utbredningsområde är Honduras. Inga underarter finns listade i Catalogue of Life.